# Crvenčevo
Crvenčevo (en serbe cyrillique : Црвенчево) est un village de Serbie situé dans la municipalité de Pirot, district de Pirot. Au recensement de 2011, il comptait 100 habitants.

## Démographie
| 1948 | 1953 | 1961 | 1971 | 1981 | 1991 | 2002 | 2011 |
| ---- | ---- | ---- | ---- | ---- | ---- | ---- | ---- |
| 416  | 383  | 317  | 245  | 209  | 154  | 135  | 100  |

|  |